# Franga-d’água-estriada
A franga-d’água-estriada ou franga-d'água-raiada  (Aenigmatolimnas marginalis) é uma espécie de ave da família Rallidae.
Pode ser encontrada nos seguintes países: Argélia, Camarões, Comores, República do Congo, República Democrática do Congo, Costa do Marfim, Gabão, Gana, Itália, Quénia, Líbia, Malawi, Marrocos, Namíbia, Nigéria, Ruanda, Seychelles, África do Sul, Tanzânia, Uganda, Zâmbia e Zimbabwe.
É a única espécie do género Aenigmatolimnas.